# جون بالمر باركر
جون بالمر باركر (بالإنجليزية: John Palmer Parker)‏ هو مربي ماشية وفلاح أمريكي، ولد في 1 مايو 1790 في نيوتن في الولايات المتحدة، وتوفي في 20 أغسطس 1868 في أواهو في الولايات المتحدة.